# Kings Dominion
El Kings Dominion es un parque de atracciones de 160 hectáreas ubicado en Doswell, 37 km al norte de Richmond en Virginia, Estados Unidos, y 134 km al sur de Washington D. C., por la carretera Interestatal 95. El parque es actualmente propiedad de Cedar Fair Entertainment, y formaba parte de la antigua cadena de Paramount Parks, que Cedar Fair compró a CBS Corporation el 30 de junio de 2006.

## Historia del parque

### Los comienzos del parque

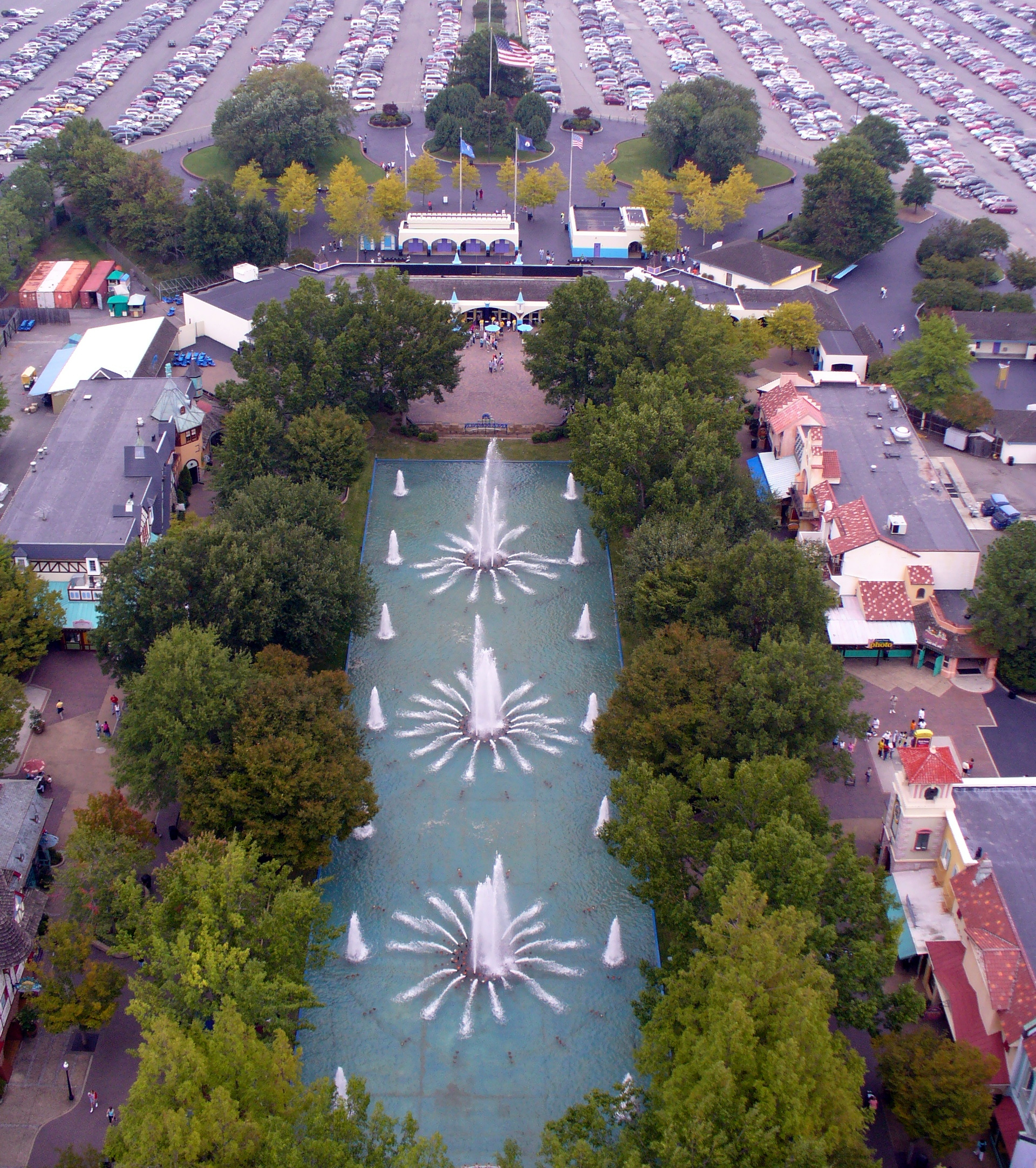
La entrada al parque.

El Kings Dominion abrió oficialmente en 1975 con 15 atracciones. Había conocido sin embargo en 1974 una primera apertura previa restringida solo al Lion Country Safari, hoy desaparecido, y de la montaña rusa para niños denominada hoy en día Scooby-Doo's Rooler Coaster. En 1975, el parque fue completado con el Rebel Yell (una montaña rusa de dos pistas paralelas, concebida por John C. Allen), con una atracción de rápidos acuáticos, con coches de colección, un pequeño tren a vapor, y un conjunto de carruseles. Otra montaña rusa, la Galaxie, estaba ubicada cerca del bosque junto al Lago Charles, un lago artificial que cubre cerca de 4 hectáreas de la superficie del parque. Además se construyó una réplica a escalera 1/3 de la Torre Eiffel, que proporcionaba al público un punto de observación desde donde se puede ver el conjunto del parque. Además del Lion Country Safari, las zonas temáticas del eran El país feliz de Hanna-Barbera, Antigua Virginia, y Coney Island (renombrada Candy Apple Grove justo antes de la temporada siguiente).
Kings Dominion añadió en 1977 una quinta montaña rusa (en circuito abierto)  diseñada por Anton Schwarzkopf, denominada  King Kobra. El King Kobra se impulsaba mediante un volante de inercia, y representó la primera montaña rusa lanzada. Se mantuvo en el parque durante nueve años, siendo trasladada al parque de atracciones Jolly Roger de Ocean City en Maryland. Después de variactualizaciones, continúa funcionando hoy en día bajo el nombre de Katapul en Hopi Hari (Brasil).

## Montañas rusas actuales

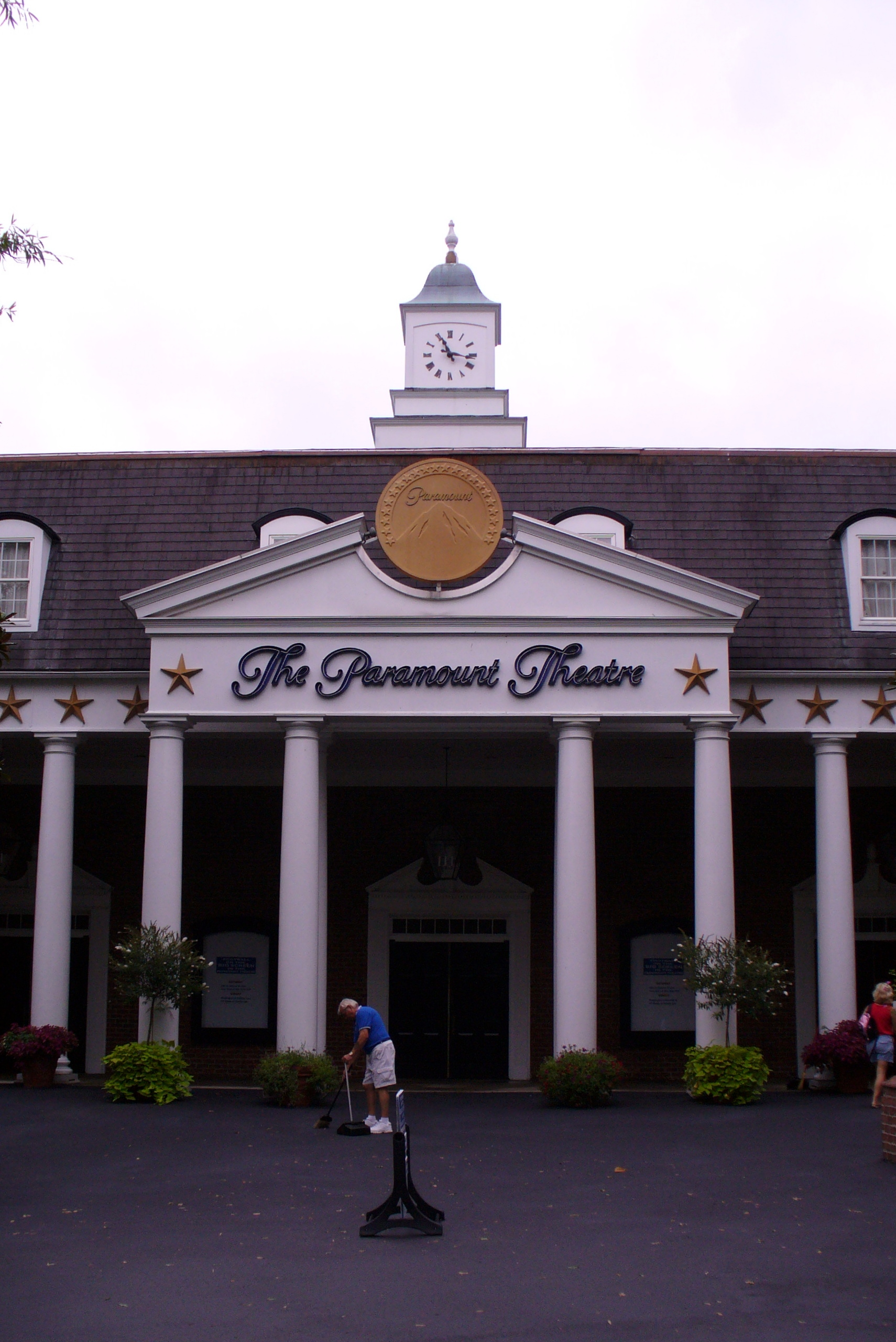
El Teatro Paramount en Kings Dominion.

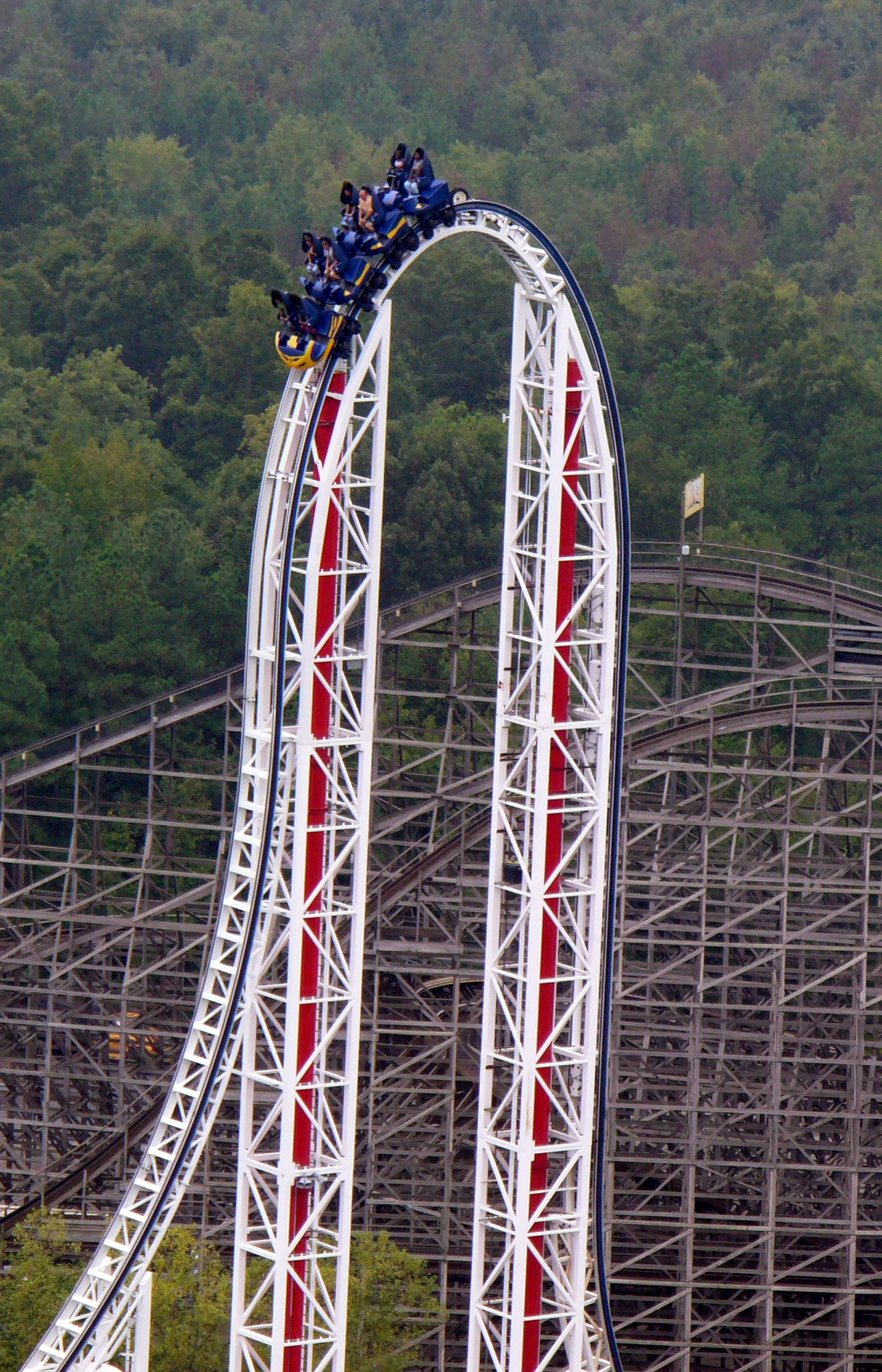
Montaña Rusa en Kings Dominion.

| Nombre                     | Tipo                               | Constructor                          | Año de apertura    | Foto |
| -------------------------- | ---------------------------------- | ------------------------------------ | ------------------ | ---- |
| Anaconda                   | Montaña rusa multilooping de acero | Arrow Dynamics                       | 1991 (23 de marzo) |      |
| Apple Zapple               | Wild mouse                         | Mack Rides GmbH & Co KG              | 2002 (23 de marzo) |      |
| Avalanche                  | Montaña rusa bobsled               | Mack Rides bH & Co KG                | 1988               |      |
| Backlot Stunt Coaster      | Montaña rusa lanzada               | Premier Rides                        | 2006 (27 de mayo)  |      |
| Dominator                  | Montaña rusa sin suelo             | Bolliger & Mabillard                 | 2008 (24 de mayo)  |      |
| Flight of Fear             | Montaña rusa lanzada               | Premier Rides                        | 1996 (18 de junio) |      |
| Great Pumpkin Coaster      | Montaña rusa infantil              | E&F Miler Industries                 | 1997 (29 de marzo) |      |
| Grizzly                    | Montaña rusa de madera             | King's Entertainment Company         | 1982 (27 de marzo) |      |
| Intimidator 305            | Gigacoaster                        | Intamin Amusement Rides              | 2010 (2 de abril)  |      |
| Racer 75                   | Montaña rusa de madera dueling     | Philadelphia Toboggan Coasters, Inc. | 1975 (3 de mayo)   |      |
| Twisted Timbers            | Montaña rusa híbrida de acero      | Rocky Mountain Construction          | 2018 (24 de marzo) |      |
| Volcano, The Blast Coaster | Montaña rusa invertida lanzada     | Intamin Amusement Rides              | 1998 (3 de agosto) |      |
| Woodstock Express          | Montaña rusa de madera infantil    | Philadelphia Toboggan Coasters, Inc. | 1974               |      |